# Élections législatives bulgares de 2017
Des élections législatives anticipées ont eu lieu en Bulgarie le 26 mars 2017.

## Contexte
Lors de l'élection présidentielle de 2016, le candidat indépendant soutenu par les sociaux-démocrates Roumen Radev est élu au second tour avec 59,35 % des voix, provoquant la démission du Premier ministre de centre droit Boïko Borissov. Après plusieurs mois de tentatives de formation d'une nouvelle coalition, les principaux partis bulgares se sont accordés sur la nécessité de nouvelles élections fin mars-début avril 2017. 
Une « poussée nationaliste » est alors attendue, Roumen Radev ayant été largement élu sur un programme centré sur le contrôle de l'immigration.

## Système électoral
L'Assemblée nationale (en bulgare : Народното събрание) est composée de 240 sièges pourvus pour quatre ans au scrutin proportionnel plurinominal dans 31 circonscriptions électorales de quatre à 16 sièges. Les listes sont ouvertes, avec la possibilité pour les électeurs d'effectuer un vote préférentiel envers un candidat de la liste choisie afin de faire monter sa place dans celle ci. Après décompte des suffrages, la répartition est faite au plus fort reste de Hare entre les listes de candidats ayant atteint le seuil électoral de 4 % des suffrages exprimés au niveau national sur des partis. Les votes pour les candidats indépendants ainsi que ceux « Aucun de ces choix » sont comptés comme des votes valides, mais n'entre pas en compte pour le calcul du seuil,,. Il s'agit des premières élections avec listes ouvertes depuis leur introduction dans la loi électorale en 2016, les listes étant auparavant fermées sans vote préférentiel, ainsi que les premières à comptabiliser les votes comme des votes valides,,.
Lors du référendum de 2016, les Bulgares se sont prononcés sur plusieurs propositions dont l'élection des membres du Parlement par un scrutin uninominal majoritaire à deux tours. Malgré un résultat favorable à plus de 70 %, la proposition a été déclarée légalement non contraignante, le quorum n'ayant pas été atteint. Le seuil de 20 % de participation ayant néanmoins été dépassé, le Parlement bulgare doit à l'avenir être amené à se prononcer sur ce changement de mode de scrutin.

## Résultats

Parti en tête par circonscription électorale.

Seuls cinq partis franchissent le seuil de 4 % des voix nécessaires pour une représentation parlementaire, soit trois de moins qu'en 2014.
|                          |                                                               |           |       |       |        |               |  |  |  |
| Partis ou coalitions     | Partis ou coalitions                                          | Voix      | %     | +/-   | Sièges | +/-           |  |  |  |
|                          | Citoyens pour le développement européen de la Bulgarie (GERB) | 1 147 292 | 32,65 | 0,13  | 95     | 11            |  |  |  |
|                          | BSP pour la Bulgarie                                          | 955 490   | 27,19 | 12,53 | 80     | 41            |  |  |  |
|                          | Patriotes unis (UP)                                           | 318 513   | 9,07  | 2,49  | 27     | 3             |  |  |  |
|                          | Mouvement des droits et des libertés (DPS)                    | 315 976   | 8,99  | 5,68  | 26     | 12            |  |  |  |
|                          | Volya (V)                                                     | 145 637   | 4,15  | N/a   | 12     | N/a           |  |  |  |
|                          | Bloc réformateur (RB)                                         | 107 407   | 3,06  | 5,75  | 0      | 23            |  |  |  |
|                          | Coalition Oui, Bulgarie !                                     | 101 177   | 2,88  | N/a   | 0      | N/a           |  |  |  |
|                          | DOST                                                          | 100 479   | 2,86  | Nv    | 0      | Nv            |  |  |  |
|                          | Nouvelle République                                           | 86 984    | 2,48  | Nv    | 0      | Nv            |  |  |  |
|                          | Alternative pour la renaissance bulgare (ABV)                 | 54 412    | 1,55  | 2,56  | 0      | 11            |  |  |  |
|                          | Renaissance                                                   | 37 896    | 1,08  | Nv    | 0      | Nv            |  |  |  |
|                          | Autres partis (9)                                             | 49 219    | 1,40  | –     | 0      | en stagnation |  |  |  |
|                          | Indépendants                                                  | 5 116     | 0,15  | Nv    | 0      | en stagnation |  |  |  |
|                          | « Aucun de ces choix »                                        | 87 850    | 2,50  | Nv    |        |               |  |  |  |
|                          |                                                               |           |       |       |        |               |  |  |  |
| Suffrages exprimés       | Suffrages exprimés                                            | 3 513 490 | 95,41 |       |        |               |  |  |  |
| Votes blancs et nuls     | Votes blancs et nuls                                          | 169 009   | 4,59  |       |        |               |  |  |  |
| Total                    | Total                                                         | 3 682 499 | 100   | –     | 240    | en stagnation |  |  |  |
| Abstentions              | Abstentions                                                   | 3 321 859 | 47,43 |       |        |               |  |  |  |
| Inscrits / Participation | Inscrits / Participation                                      | 7 004 358 | 52,57 |       |        |               |  |  |  |

| Majorité au Parlement |    |    |        |     |
| ↓                     |    |    |        |     |
| 95                    | 27 | 12 | 80     | 26  |
| GERB                  | UP | V  | BSP-LB | DPS |

## Conséquences
Ces élections permettent à Boïko Borissov de conserver la fonction de Premier ministre, à la tête d'une coalition GERB-Patriotes unis, le 4 mai 2017.